# Sarnano
Sarnano is een gemeente in de Italiaanse provincie Macerata (regio Marche) en telt 3389 inwoners (31-12-2004). De oppervlakte bedraagt 63,0 km², de bevolkingsdichtheid is 54 inwoners per km².

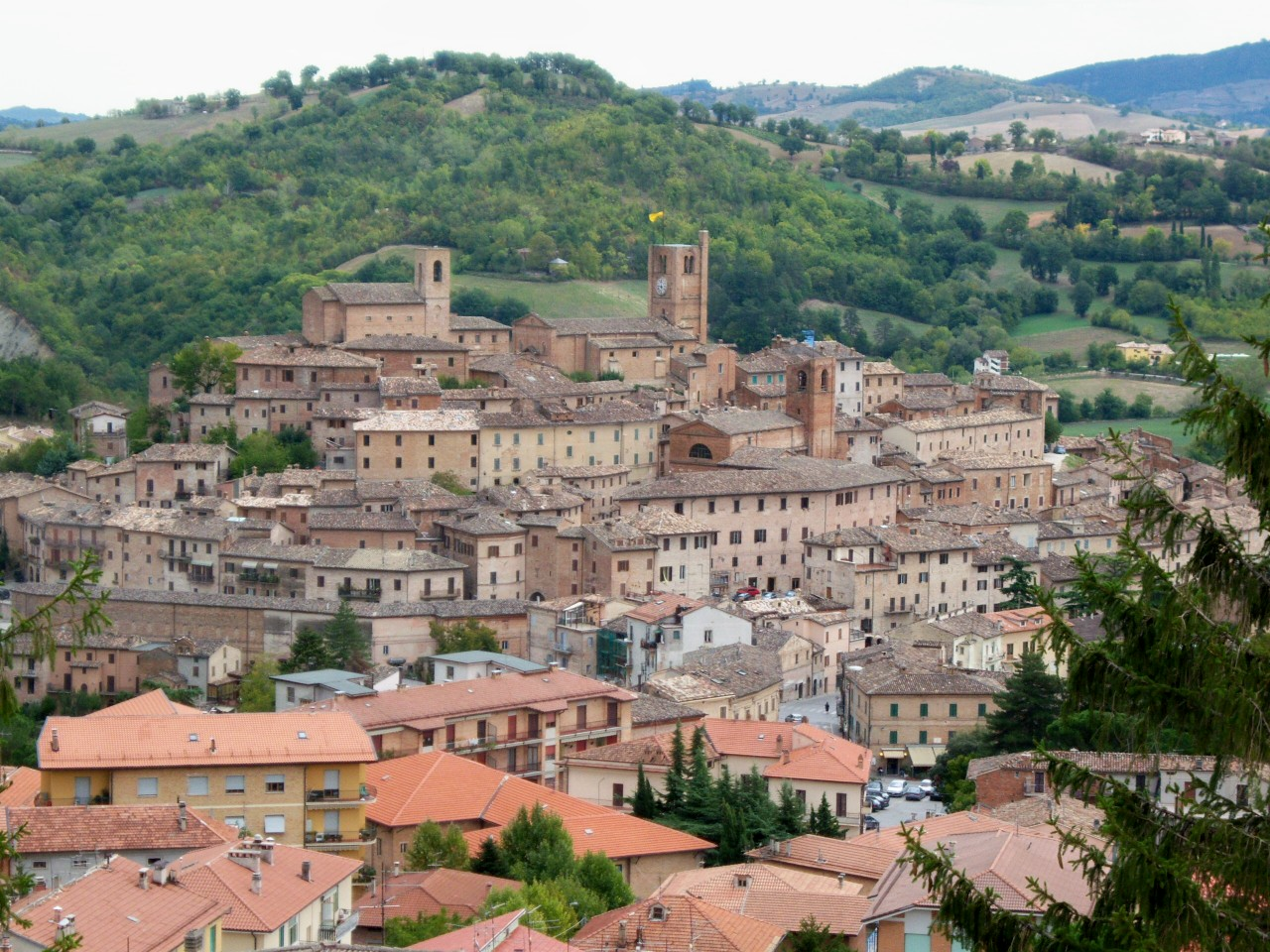
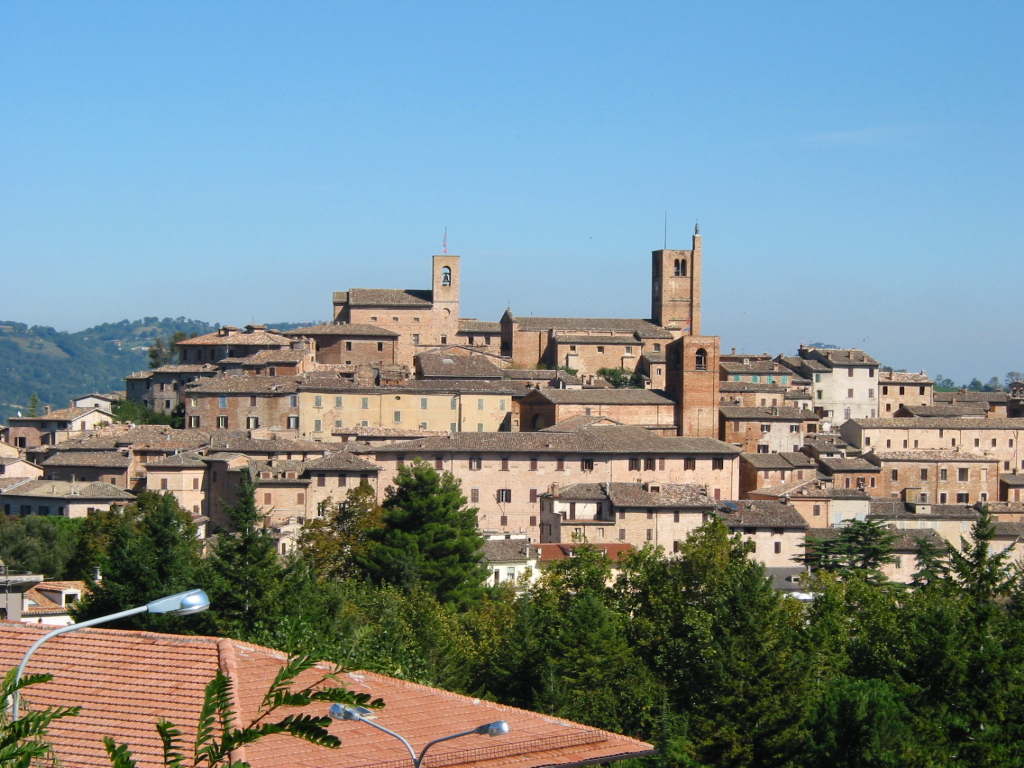

## Demografie
Sarnano telt ongeveer 1431 huishoudens. Het aantal inwoners daalde in de periode 1991-2001 met 0,2% volgens cijfers uit de tienjaarlijkse volkstellingen van ISTAT.
| Jaar | Inwoneraantal |
| ---- | ------------- |
| 1991 | 3382          |
| 2001 | 3375          |

## Geografie
Sarnano grenst aan de volgende gemeenten: Acquacanina, Amandola (AP), Bolognola, Fiastra, Gualdo, Montefortino (AP), San Ginesio.